# Monoxylena
Monoxylena là một chi bướm đêm thuộc họ Noctuidae.